# Fluorure de rhodium(IV)
Le fluorure de rhodium(IV), ou tétrafluorure de rhodium, est un composé chimique de formule RhF4. Il se forme par réaction du bromure de rhodium(III) RhBr3 avec le trifluorure de brome BrF3.
Il partage sa structure cristalline orthorhombique avec le fluorure d'iridium(IV) (en) IrF4, le tétrafluorure de palladium PdF4 et le fluorure de platine(IV) (en) PtF4.